# Тармштедт
Тармштедт (нем. Tarmstedt) — община в Германии, в земле Нижняя Саксония.
Входит в состав района Ротенбург-на-Вюмме. Подчиняется управлению Тармштедт. Население составляет 3508 человек (на 31 декабря 2010 года). Занимает площадь 26,54 км².